# Spoorlijn Hooghalen - Kamp Westerbork
De spoorlijn Hooghalen - Kamp Westerbork was een tijdelijke lokaalspoorweg die in de Tweede Wereldoorlog in 1942 werd aangelegd als aftakking van de spoorlijn Meppel - Groningen. De spoorlijn had als doel om Joodse personen massaal per trein vanuit Nederlandse steden naar doorgangskamp Westerbork te kunnen deporteren en vandaar uit per trein naar kampen in Polen, vooral naar Auschwitz en vernietigingskamp Sobibór.
Het Joodse vluchtelingenkamp in de voormalige gemeente Westerbork kwam op 1 juli 1942 onder Duits bevel en werd ingericht als doorgangskamp voor Joden naar het Oosten. De eerste trein naar Auschwitz vertrok 15 juli vanaf het vijf kilometer verderop gelegen station Hooghalen, een afstand die  de gevangen aanvankelijk te voet moesten afleggen. Tegelijk werd 15 juli aan de Nederlandse Spoorwegen opdracht gegeven een spoorlijn aan te leggen en een aansluiting op het landelijke spoornet te realiseren. Het spoor kwam grotendeels te lopen langs de al bestaande toegangsweg naar het kamp. De aanleg van het traject zelf werd uitgevoerd door Joodse gevangenen van het kamp met van de NS gehuurd materiaal. De spoorlijn werd enkelsporig. In het kamp zelf was een 320 meter lang spoor om de locomotief om te rijden. De spooraansluiting met het hoofdnet werd uitgevoerd met een enkel wissel op het oostelijke spoor, inrijdbaar vanuit Beilen. Doordat het westelijke spoor niet werd aangesloten reden de treinen deels tegen de rijrichting in over 'verkeerd spoor'. Het noordelijker gelegen station Assen fungeerde voor de treindiensten als eind- en beginstation; kamp Westerbork functioneerde voor een treindienst als tussenstop.
De spoorlijn werd begin oktober 1942 in gebruik genomen. Op 2 oktober vertrok een treintransport naar concentratiekamp Auschwitz over het spoor en 3 en 4 oktober reden in totaal elf treintransporten met 10.000 Joden uit verschillende steden en Joodse werkkampen het terrein binnen. Mannen vanuit de werkkampen en hun vrouwen met kinderen vanuit de steden. In dat weekend reden zes treinen binnen vanaf Amsterdam CS, en treinen uit Den Bosch, Zwolle, Rotterdam Loods 24, Den Haag Staatsspoor en Arnhem.
Op 9 januari 1943 meldde de NS dat inmiddels 90 deportatietreinen naar het kampterrein zijn gereden. Tussen maart en december 1943 werd in de dienstregeling een dagelijkse facultatieve treindienst opgenomen die om 20:05 vanuit Amsterdam Rietlanden vertrok naar kamp Westerbork. De treinritten vonden plaats op basis van groepsvervoer en voor iedere reiziger werd door de SS aan de NS een vergoeding betaald. Deze kosten werden gedekt uit de geïnde gelden van de bank Lippmann, Rosenthal & Co waaraan Joden verplicht waren hun bezittingen onder te brengen.
De spoorlijn werd gebruikt voor groepsvervoer en een dagelijkse goederentransportdienst voor het kamp vanuit Beilen. Personen die op eigen gelegenheid van en naar het kamp reisden maakten gebruik van een busverbinding van Hooghalen naar Beilen of Assen om daar over te stappen op de treindiensten.

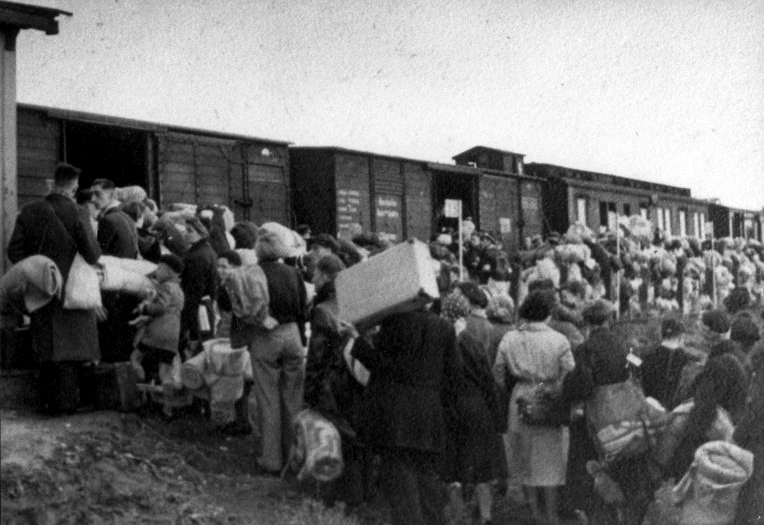
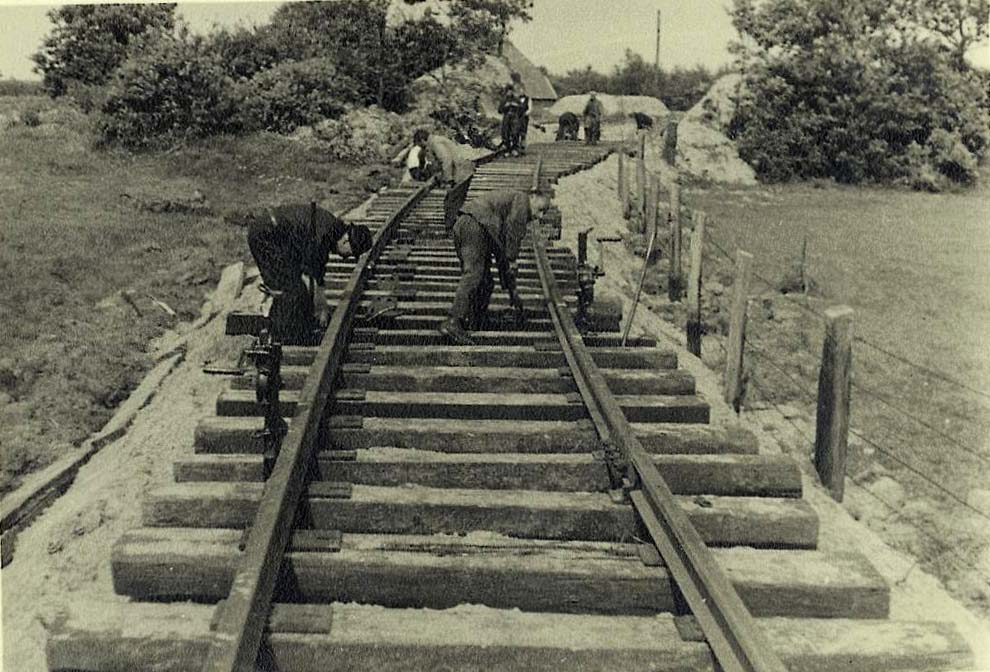
Aanleg van het spoor
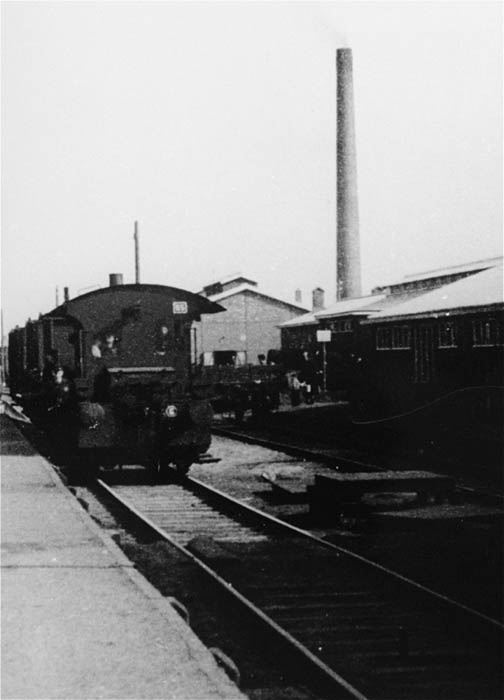
Stopplaats in het kamp
- Rangeerlocomotief met open kolenwagen en vier personenrijtuigen stopt in 1944 langs het perron waarna gedeporteerden uitstappen.

## Restanten
Het spoor werd direct na de oorlog opgebroken en de rails werden elders ingezet. Het originele stootblok bleef als monument behouden. In de loop der jaren zijn verschillende monumenten toegevoegd die herinneren aan de spoorlijn. In 1970 werd het Nationaal Monument Westerbork onthuld, bestaande uit omhoog gebogen spoorrails, geplaatst aan het einde van de spoorlijn. In 2015 is het monument De gesproken namen onthuld bestaande uit twee gerestaureerde goederenwagons op rails.

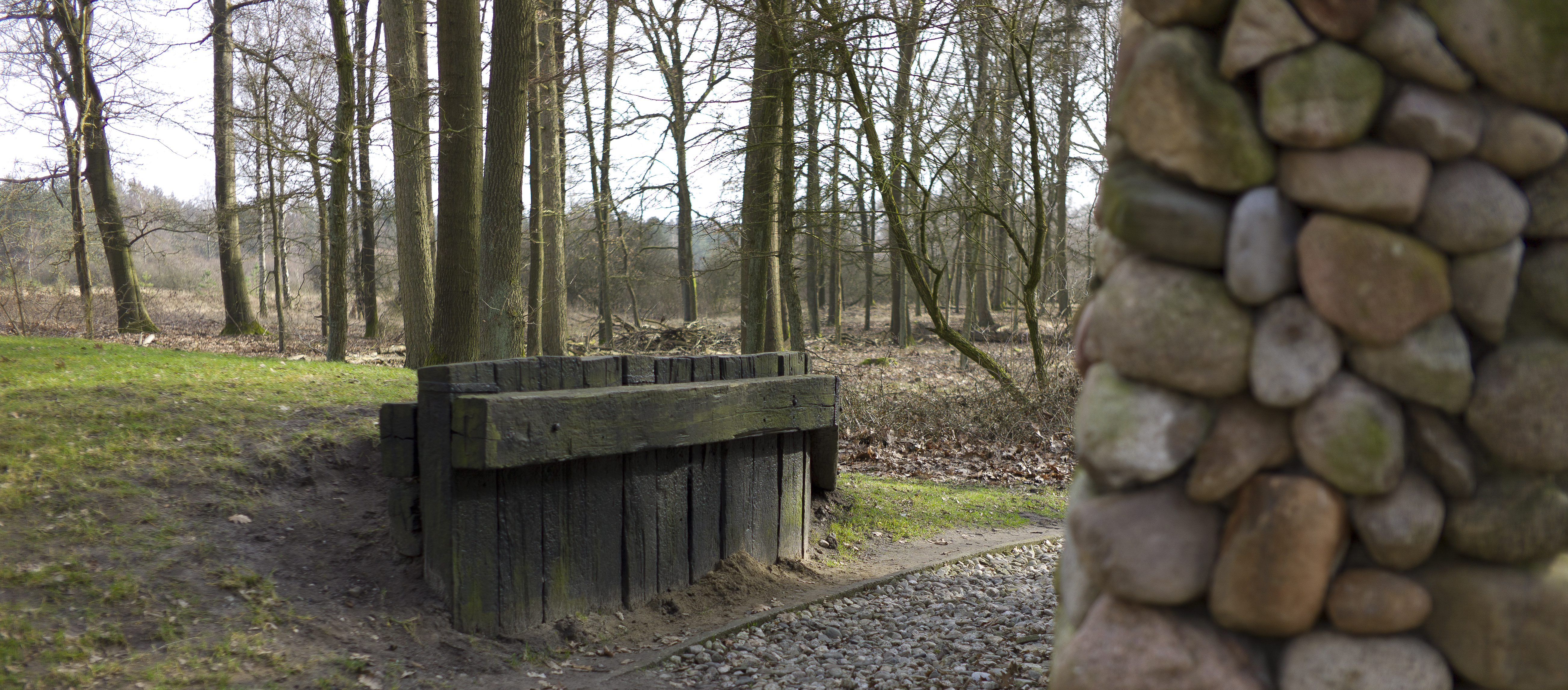
Origineel stootblok
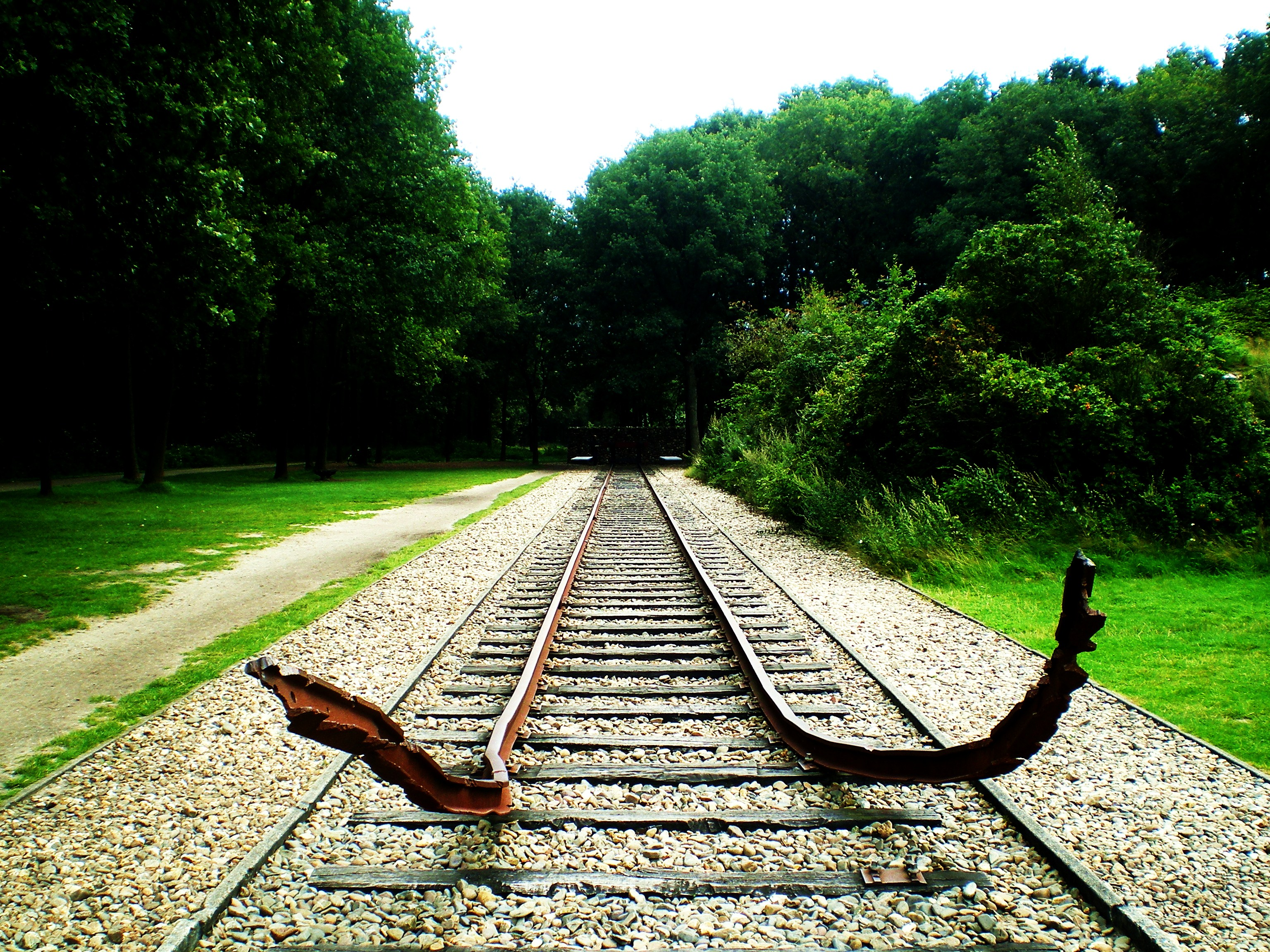
Nationaal Monument Westerbork
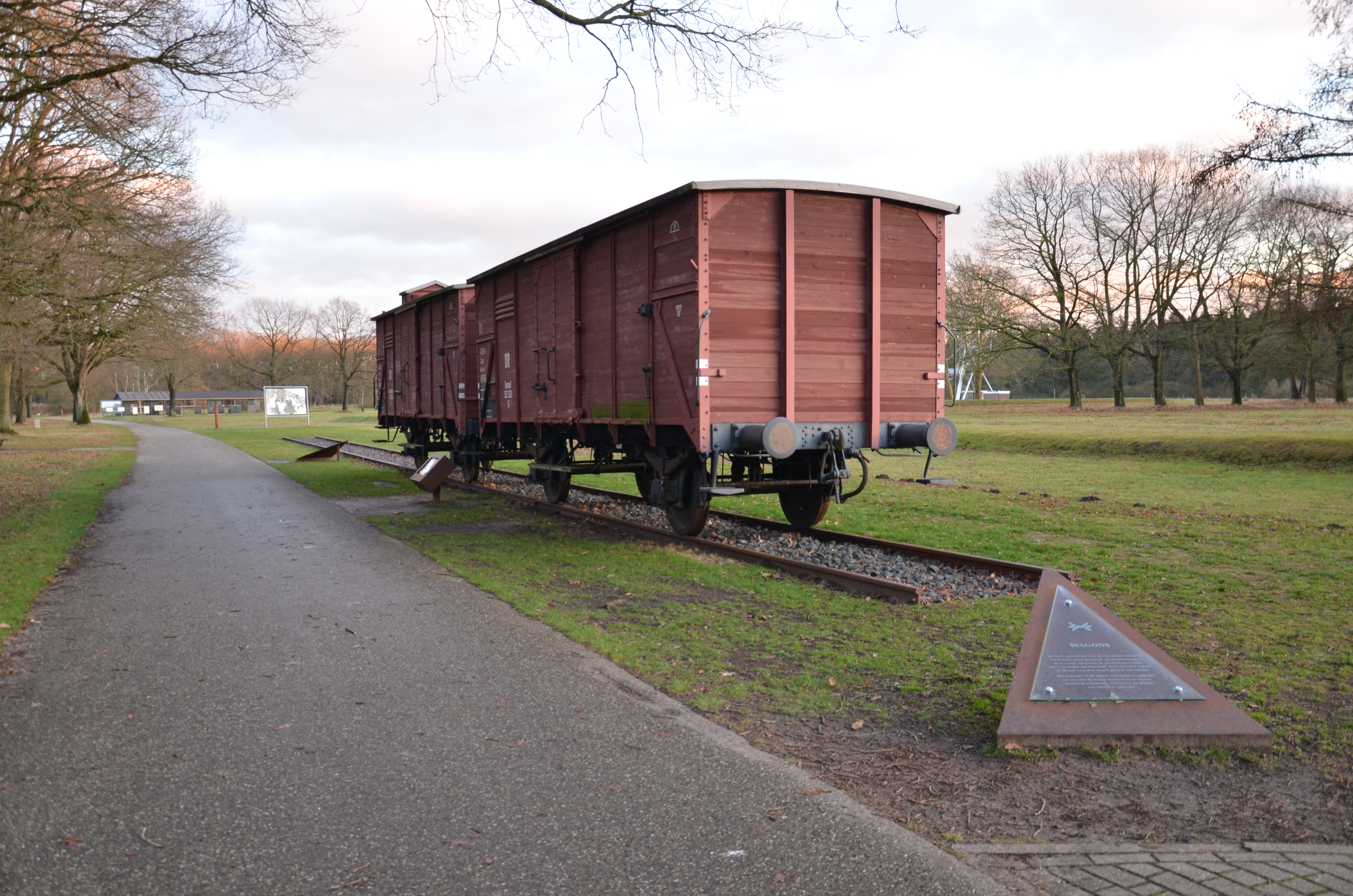
Monument De gesproken namen
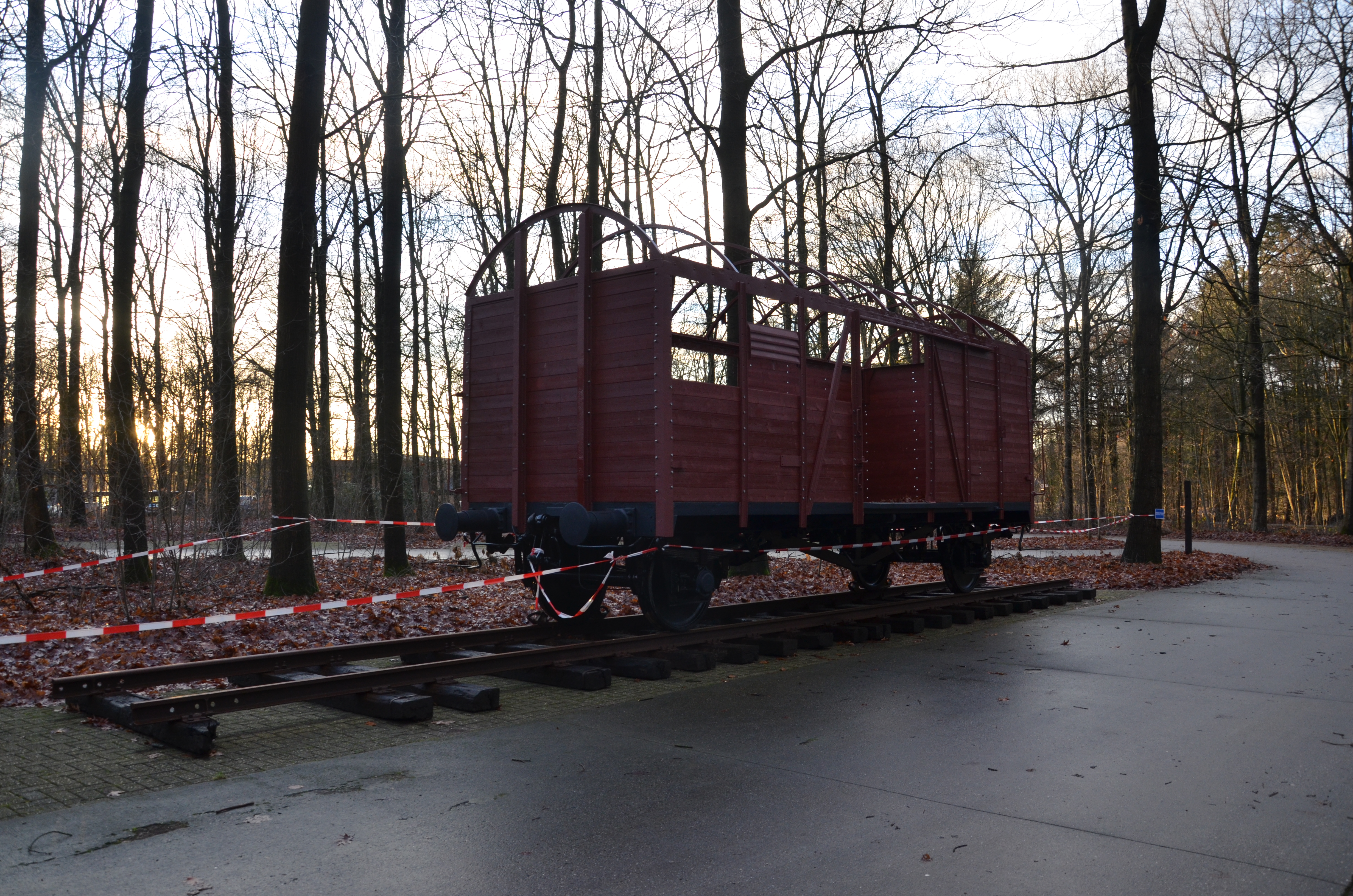
Goederenwagon in 2018 geplaatst